# Wayne Selden Jr.
Wayne Anthony Selden Jr. (Roxbury, 30 de setembro de 1994) é um jogador norte-americano de basquete profissional que atualmente joga pelo New York Knicks da National Basketball Association (NBA).
Ele jogou basquete universitário pelo Kansas Jayhawks. Ele jogou pelo New Orleans Pelicans, Memphis Grizzlies e pelo Chicago Bulls na NBA e pelo Iowa Energy, Memphis Hustle e South Bay Lakers.

## Carreira no ensino médio
Selden estudou no John D. O'Bryant High School como calouro antes de se transferir para a  Tilton School. Lá, ele teve médias de 24,8 pontos, 10,1 rebotes e quatro assistências durante seu último ano. Ele foi o segundo maior pontuador da equipe oriental no McDonald's All-American Game. Quando se formou, ele foi considerado um jogador cinco estrelas e foi classificado como 14º melhor jogador pela ESPN 100 e como o 12º melhor jogador por Rivals.com.

## Carreira universitária
Selden jogou três anos de basquete universitário pelo Kansas Jayhawks. Em seu terceiro ano, ele atuou em 38 jogos e teve médias de 13,8 pontos, 3,4 rebotes e 2,6 assistências em 29,9 minutos. Ele foi selecionado para a Segunda-Equipe da Big 12.
Em 29 de março de 2016, Selden declarou-se para o draft da NBA, esquecendo seu último ano de elegibilidade universitária.

## Carreira profissional

### Iowa Energy (2016–2017)
Depois de não ser selecionado no draft de 2016, Selden assinou com o Memphis Grizzlies em 8 de agosto de 2016. Ele foi dispensado pelos Grizzlies em 22 de outubro de 2016 depois de jogar em cinco jogos de pré-temporada. Sete dias depois, ele foi adquirido pela Iowa Energy da G-League como afiliado dos Grizzlies. 
Em 35 jogos pelo Iowa, ele teve médias de 18,5 pontos, 4,8 rebotes e 2,9 assistências em 30,6 minutos.

### New Orleans Pelicans (2017)
Em 8 de março de 2017, Selden assinou um contrato de 10 dias com o New Orleans Pelicans. Seis dias depois, ele fez sua estreia na NBA registrando dois pontos, três rebotes e uma assistência em 15 minutos como titular na vitória por 100-77 sobre o Portland Trail Blazers. Em 17 de março de 2017, em seu terceiro jogo na NBA na carreira, Selden marcou 11 pontos na vitória por 128-112 sobre o Houston Rockets.

### Memphis Grizzlies (2017–2019)
Em 18 de março de 2017, após o término de seu contrato de 10 dias com New Orleans, Selden assinou um contrato de 2 ano e 1,4 milhões com o Memphis Grizzlies. Em sua estreia nos playoffs em 15 de abril de 2017, ele registrou cinco pontos, três rebotes, uma assistência e um roubo no Jogo 1 da primeira rodada contra o San Antonio Spurs.
Em 1º de julho de 2017, Selden assinou um novo contrato de 2 anos e 2.8 milhões com os Grizzlies. Em 10 de novembro de 2017, ele foi designado para o Memphis Hustle da G-League. Ele jogou naquela noite e foi chamado pelos Grizzlies no dia seguinte. Selden perdeu boa parte da primeira metade da temporada de 2017-18 com uma lesão no quadril direito. Em 20 de janeiro de 2018, ele marcou 31 pontos na vitória por 111-104 para o New Orleans Pelicans.

### Chicago Bulls (2019)
Em 3 de janeiro de 2019, Selden foi negociado, juntamente com MarShon Brooks e as escolhas de segunda rodada dos drafts de 2019 e 2020, para o Chicago Bulls em troca de Justin Holiday.

### South Bay Lakers (2020)
Em 17 de janeiro de 2020, Selden foi contratado pelo South Bay Lakers. Ele registrou 28 pontos, sete rebotes, três assistências e um bloqueio na vitória sobre o Iowa Wolves em 25 de fevereiro. Ele sofreu uma lesão no joelho em 29 de fevereiro contra o Agua Caliente Clippers e perdeu o restante da temporada.

### Ironia Nes Ziona (2020–2021)
Em 8 de dezembro de 2020, Selden assinou com o Ironi Nes Ziona da Ligat HaAl. Com Nes Ziona, ele ganhou a Copa Europeia da FIBA e foi nomeado o MVP do Final Four.

### New York Knicks (2021–Presente)
Em 25 de setembro de 2021, Selden assinou com o New York Knicks.

## Estatísticas

### NBA

#### Temporada regular
| Ano      | Equipe      | PJ  | PT | MPJ  | AP   | 3P   | LL   | RT  | AS  | BR | TO | PPJ |
| -------- | ----------- | --- | -- | ---- | ---- | ---- | ---- | --- | --- | -- | -- | --- |
| 2016–17  | New Orleans | 3   | 3  | 15.7 | .625 | .571 | .500 | 1.7 | .3  | .7 | .0 | 5.3 |
| 2016–17  | Memphis     | 11  | 2  | 17.2 | .400 | .143 | .667 | 1.0 | 1.1 | .4 | .1 | 5.0 |
| 2017–18  | Memphis     | 35  | 9  | 19.8 | .431 | .402 | .746 | 1.6 | 1.9 | .5 | .1 | 9.3 |
| 2018–19  | Memphis     | 32  | 0  | 14.2 | .404 | .317 | .759 | 1.4 | 1.1 | .3 | .2 | 5.4 |
| 2018–19  | Chicago     | 43  | 13 | 22.9 | .407 | .315 | .714 | 3.2 | 1.7 | .5 | .2 | 8.0 |
| Carreira | Carreira    | 124 | 27 | 17.9 | .453 | .349 | .677 | 1.7 | 1.2 | .4 | .1 | 6.6 |

#### Playoffs
| Ano  | Equipe  | PJ | PT | MPJ  | AP   | 3P   | LL   | RT  | AS  | BR | TO | PPJ |
| ---- | ------- | -- | -- | ---- | ---- | ---- | ---- | --- | --- | -- | -- | --- |
| 2017 | Memphis | 6  | 2  | 17.7 | .346 | .182 | .750 | 1.5 | 1.2 | .2 | .2 | 3.8 |

### Universitário
| Ano      | Equipe   | PJ  | PT  | MPJ  | AP   | 3P   | LL   | RT  | AS  | BR | TO | PPJ  |
| -------- | -------- | --- | --- | ---- | ---- | ---- | ---- | --- | --- | -- | -- | ---- |
| 2013–14  | Kansas   | 35  | 35  | 29.2 | .437 | .328 | .629 | 2.6 | 2.5 | .7 | .3 | 9.7  |
| 2014–15  | Kansas   | 36  | 36  | 29.4 | .382 | .365 | .657 | 2.8 | 2.6 | .6 | .5 | 9.4  |
| 2015–16  | Kansas   | 38  | 37  | 29.8 | .474 | .392 | .612 | 3.4 | 2.6 | .7 | .3 | 13.8 |
| Carreira | Carreira | 109 | 108 | 29.4 | .431 | .361 | .632 | 2.9 | 2.5 | .6 | .3 | 10.9 |

Fonte: